# Acantholimon asphodelinum
Acantholimon asphodelinum är en triftväxtart som beskrevs av Mobayen. Acantholimon asphodelinum ingår i släktet Acantholimon och familjen triftväxter. Inga underarter finns listade i Catalogue of Life.